# LIBRIS
LIBRIS (ang. Library Information System) – szwedzki katalog rozproszony utrzymywany przez Bibliotekę Królewską w Sztokholmie. Umożliwia wyszukiwanie 7 milionów tytułów (stan na koniec 2016 roku).
W katalogu Libris są dostępne informacje o zbiorach wszystkich szwedzkich bibliotek uniwersyteckich, większości szwedzkich bibliotek naukowych oraz kilku bibliotek publicznych. 